# Harry Oberländer
Harry Oberländer (* 1950 in Karlshafen; † ebd. Ende Dezember 2023) war ein deutscher Lyriker.

## Biographie
Harry Oberländer belegte sein Studium der Soziologie mit Diplomabschluss an der Johann Wolfgang Goethe-Universität Frankfurt am Main. Er lebt als freier Schriftsteller und Journalist in Frankfurt am Main. Von 2010 bis 2016 war er nach langjähriger Mitarbeit Leiter des Hessischen Literaturforums im Mousonturm.
Oberländer verfasste auch zahlreiche Hörfunkarbeiten, so Fundstücke des Jahrhunderts, für den Saarländischen Rundfunk.
Seit den 1970er Jahren in Kontakt mit Peter Kurzeck, hielt er im Dezember 2013 dessen Trauerrede. Er war Mitglied des Deutschen PEN-Zentrums und gehörte im Juni 2022 zu den Gründungsmitgliedern des PEN Berlin.

## Auszeichnungen
- 1973: Leonce-und-Lena-Preis für Lyrik, in Darmstadt durch den Juror Wolfgang Weyrauch
- 2000: Moldaustipendium

## Publikationen
Gedichte
- mit Jörg Burkhard und J. Monika Walther: Ein paar Dinge von denen ich weiß. Kramer, Berlin 1977, ISBN 3-87956-058-7.
- Garten Eden, Achterbahn. Edition Literarischer Salon im Focus Verlag, Gießen 1988, ISBN 3-88349-368-6.
- Luzifers Lightshow. Dielmann, Frankfurt am Main 1996, ISBN 3-929232-22-7.
- chronos krumlov. editionfaust, Frankfurt am Main 2015, ISBN 978-3-945400-06-7.

Übersetzungen
- Maya Angelou: Ich weiß warum der gefangene Vogel singt. Stroemfeld, Basel / Verlag Roter Stern, Frankfurt am Main 1980, ISBN 3-87877-134-7.
- mit Lydia Böhmer: Nir Baram. Der Wiederträumer. Schöffling, Frankfurt am Main 2009, ISBN 978-3-89561-490-3.

Herausgeberschaft
- Adam Seide: Das ABC der Lähmungen. Ein Kneipenroman. Walde und Graf, Zürich 2012, ISBN 978-3-03774-046-0.
- Matthias Beltz: Parmesan und Partisan – Predigten auf Teufel komm raus, Büchergilde Gutenberg, 2018, Frankfurt am Main, ISBN 978-3-7632-7060-6